# Підводні човни типу «Грампус»
Підводні човни типу «Грампус» (англ. Grampus-class submarine) — клас військових кораблів із 6 підводних човнів-мінних загороджувачів, що випускалися британськими суднобудівельними компаніями з 1932 по 1938 роки. Субмарини цього типу входили до складу Королівського військово-морського флоту Великої Британії та брали активну участь у боях Другої світової війни. З шести підводних човнів лише один, «Роквол», вцілів у ході світового конфлікту, решта загинула.

## Підводні човни типу «Грампус»
| Корабель  | Номер вимпелу | Виготовлювач                                        | Закладено       | Спущено         | У строю         | Статус |
| --------- | ------------- | --------------------------------------------------- | --------------- | --------------- | --------------- | --- |
| «Попос»   | N14           | Vickers-Armstrongs, Барроу-ін-Фернес                | 22 вересня 1931 | 30 серпня 1932  | 11 березня 1933 | 16 січня 1945 року потоплений японською авіацією в Малаккській протоці                                                                                 |
| «Грампус» | N56           | Chatham Dockyard, Чатем                             | 20 серпня 1934  | 25 лютого 1936  | 10 березня 1937 | 16 червня 1940 року затоплений біля Сицилії італійськими міноносцями «Цірце», «Кліо», «Каліопе» і «Полюс»                                              |
| «Нарвал»  | N45           | Vickers-Armstrongs, Барроу-ін-Фернес                | 29 травня 1934  | 29 серпня 1935  | 28 лютого 1936  | 23 липня 1940 року ймовірно затоплений біля Норвегії німецьким протичовновим літаком                                                                   |
| «Роквол»  | N74           | Vickers-Armstrongs, Барроу-ін-Фернес                | 1 травня 1935   | 27 липня 1936   | 10 лютого 1937  | 17 березня 1946 року проданий на металобрухт |
| «Кашалот» | N83           | Scotts Shipbuilding and Engineering Company, Грінок | 12 травня 1936  | 2 грудня 1937   | 15 серпня 1938  | 30 липня 1941 року загинув у результаті зіткнення з італійським торпедним катером Generale Achille Papa північніше Бенгазі                             |
| «Сіл»     | N37           | Chatham Dockyard, Чатем                             | 9 грудня 1936   | 27 вересня 1938 | 24 травня 1939  | 5 травня 1940 року захоплений німцями в протоці Каттегат. Єдиний підводний човен, що був захоплений Крігсмаріне в морі; поставлений на службу як ПЧ UB |